# Bořek Sousedík
Bořek Sousedík (též jako Bořivoj Sousedík; * 11. prosince 1946 Ostrava) je český fotograf, pedagog a teoretik fotografie působící v Ostravě.

## Profesní životopis
Ekonomickou fakultu Vysoké školy báňské v Ostravě absolvoval s titulem inženýra roku 1969. Od roku 1976 dálkově studoval fotografii na FAMU. Na Lidové konzervatoři v Ostravě učil obor fotografie v letech 1972 až 1991. Zde připravil k vydání řadu učebních textů k technice, historii a teorii fotografie. Soubor učebnic byl inspirován skripty FAMU, ale jejich obsah byl autorem rozvíjen nezávisle. Roku 1982 začal působit jako lektor v kurzech pro zahraniční studenty v Salcburku. Od roku 1991 se věnoval výuce anglického jazyka na soukromé jazykové škole, později na ostravské Vysoké škole báňské.
Sousedík je nejen vynikající fotograf, ale také vlivný pedagog a jeden z nejinformovanějších teoretiků a historiků fotografie. Antonín Dufek

## Pedagogická činnost
Sousedík je autorem promyšleného náročného systému výuky. Vynikal výraznými metodami, které se lišily od zavedených postupů českých uměleckých škol. Šlo zejména o individuální rozhovory se žáky, kde se pomocí individualizovaných otázek pokoušel nalézat začínajícím fotografům smysl jejich osobního přístupu k tvorbě. Měl také dar přístupného výkladu vyučovaného tématu.
Sousedík je jednou z mála osobností, která má v klasickém slova smyslu svou školu. (Nová encyklopedie českého výtvarného umění, s. 771)

## Samostatné výstavy
- Fotografie: Salzburg College, Salcburk 1982
- Fotografie: Kabinet fotografie Jaromíra Funka, Dům pánů z Kunštátu, Brno 1986
- Objektivní personalita: Galerie G4, Cheb 1988
- Fotografie: Divadlo hudby, Ostrava 1991

## Skupinové výstavy
- Kolegium, výstava fotografií za mezí autenticity a ikonocity: Družstvo Fotografia, Praha 1980 Contemporary Czechoslovak Photography: Londýn 1985
- Česká amatérská fotografie 1945-1989: Bruselský pavilón Praha 1989
- Historie české a slovenské fotografie (stálá expozice), Muzeum umění a designu Benešov, 1999
- Česká a slovenská fotografie osmdesátých a devadesátých let 20. století: Muzeum umění Olomouc 2002
- Československá fotografie 20. století: Praha 2005
- Fotografie 70. let v ČSR: Galerie u Bílého jednorožce v Klatovech 2007

## Vlastní texty
- SOUSEDÍK, Bořek: katalog Kolegium, 1980
- SOUSEDÍK, Bořek: Úvod do dějin fotografického obrazu, LK/MKS Ostrava 1982
- SOUSEDÍK, Bořek: Základy fotografie, LK/MKS Ostrava, 1984
- SOUSEDÍK, Bořek: Uspořádané okamžiky, katalog výstavy, 1986
- SOUSEDÍK, Bořek: Snímková technika, LK/MKS Ostrava, 1987
- SOUSEDÍK, Bořek: Skladba fotografického obrazu, LK/MKS Ostrava 1989

## Zastoupení ve sbírkách
- Moravská galerie v Brně[6][7]
- Muzeum umění a designu Benešov
- Slezské zemské muzeum Opava[8][9]